# 高輪消防署二本榎出張所

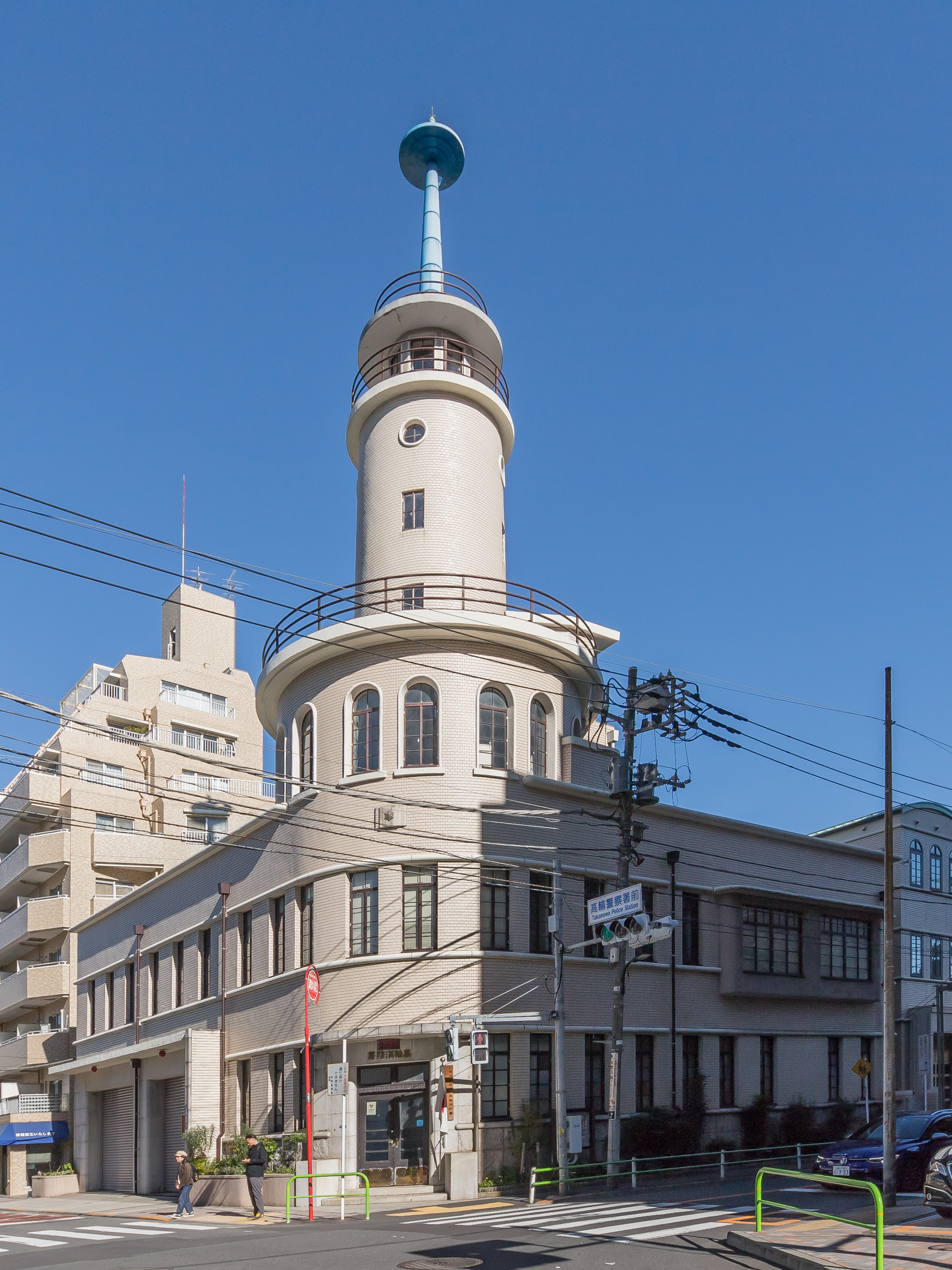
高輪消防署二本榎出張所（2024年撮影）

高輪消防署二本榎出張所（たかなわしょうぼうしょにほんえのきしゅっちょうじょ）とは、東京都港区高輪2丁目6番17号にある消防署である。
1933年（昭和8年）落成の庁舎は歴史的建築物としても有名で、かつては火の見櫓から東京市全体を一望でき、東京湾も見えていたという。設計は警視庁総監会計営繕係の越知操。

## 歴史
- 1908年（明治41年） - 東京府東京市芝区二本榎2丁目15番地に、内務省警視局消防本署の第二消防署二本榎出張所として設置される[1]。
- 1926年（大正15年） - 御田消防署高輪出張所となる[1]。
- 1933年（昭和8年） - 現在の庁舎が落成し、高輪消防署に昇格する[1]。
- 1950年（昭和25年） - GHQの勧告により再度出張所となり、麻布消防署の所属となる[1]。
- 1951年（昭和26年） - 消防署に昇格し、同時に三光出張所・志田町出張所・高浜出張所の所轄となる。
- 1980年代前半 - 老朽化が進み、手狭になっていたことから解体と改築が検討され始めていたが、歴史的・文化的価値から解体に反対する声が上がり、残されることとなると同時に、改修が開始される。
- 1984年（昭和59年） - 高輪消防署の本署が港区白金2丁目4番地に移転し、二本榎出張所となる[1]。
- 2010年（平成22年）3月 - 東京都選定歴史的建造物に選定される[1]。